# Karin Podivinská
Karin Podivinská, dříve Karasová, (* 23. května 1966 Šaľa) je česká politička a podnikatelka, od roku 2014 zastupitelka města Brna a od října 2022 náměstkyně primátorky města, v letech 2014 až 2022 starostka městské části Brno-Královo Pole (od roku 2022 také radní MČ), členka hnutí ANO.

## Život
Pochází ze Slovenska z rodiny vědeckých pracovníků v zemědělském výzkumném ústavu. Absolvovala gymnázium a v roce 1989 vystudovala zahradnictví na Zahradnické fakultě Vysoké školy zemědělské v Brně (získala tak titul Ing.). Po skončení studia začala s manželem podnikat oblasti sklářství a obchodu.
Karin Podivinská žije v brněnské městské části Královo Pole. Má čtyři děti, z nichž jedno vychovala v pěstounské péči. Poprvé se provdala v roce 1986, kdy přijala příjmení Karasová. Manželství skončilo po 22 letech. Podruhé se provdala v roce 2022 a přijala příjmení Podivinská.

## Politické působení
Od roku 2014 je členkou hnutí ANO, v letech 2019 až 2020 byla předsedkyní městské organizace hnutí v Brně.
V komunálních volbách v roce 2014 byla za hnutí ANO zvolena zastupitelkou městské části Brno-Královo Pole. Na začátku listopadu 2014 se navíc stala starostkou městské části. Ve volbách v roce 2018 nejprve obhájila mandát zastupitelky městské části jakožto lídryně kandidátky hnutí ANO a následně v listopadu 2018 i post starostky MČ. Také ve volbách v roce 2022 byla z pozice lídryně kandidátky hnutí ANO zvolena zastupitelkou městské části. V říjnu 2022 se stala radní městské části, ve funkci starostky ji vystřídala Andrea Pazderová z ODS.
V komunálních volbách v roce 2014 byla za hnutí ANO zvolena také zastupitelkou města Brna. Mandát zastupitelky města pak obhájila ve volbách v letech 2018 a 2022. V říjnu 2022 se stala čtvrtou náměstkyní primátorky města Brna, na starosti má oblast bytové problematiky a správy majetku.
V krajských volbách v roce 2016 kandidovala za hnutí ANO do Zastupitelstva Jihomoravského kraje, ale neuspěla.
Ve volbách do Senátu PČR v roce 2024 kandidovala jako členka hnutí ANO za koalici „ANO, SOCDEM“ v obvodu č. 59 – Brno-město. V prvním kole skončila druhá, když získala 23,66 % hlasů. Ve druhém kole se utkala s kandidátem TOP 09, ODS, Pirátů a  Zelených Břetislavem Rychlíkem. Prohrála poměrem hlasů 32,19 % : 67,80 %.
Po úmrtí senátora Romana Krause v říjnu 2024 byly vypsány na leden 2025 doplňovací volby do Senátu PČR v obvodu č. 60 – Brno-město. Podivinská v nich kandidovala za koalici ANO a SOCDEM. Skončila sice druhá s 21,92 % hlasů, ale její protikandidát Zdeněk Papoušek uspěl už v prvním kole, když překročil hranici 50 % hlasů. Druhé kolo senátních voleb se tak nekonalo.